# Psiconáutica
Psiconáutica  (del griego ψυχή ( psychē  "mente") y ναύτης ( naútēs  "marinero / navegante") –un navegante de la mente) se refiere tanto a la metodología para describir y explicar los efectos subjetivos de los estados alternos de conciencia, incluyendo los estados inducidos por sustancias que alteran a la mente, la meditación, como al paradigma de investigación en el que el investigador se sumerge voluntariamente en un estado alterno por medio de estas técnicas para explorar la experiencia y existencia humana.
El término ha sido utilizado de diversas formas para abarcar todas las actividades por medio de las cuales se inducen y utilizan estados alternos para fines espirituales o para la exploración de la condición humana, incluyendo el chamanismo, a los lamas de la tradición budista Tibetana, la privación sensorial, y a los usuarios arcaicos y contemporáneos de drogas quienes usan sustancias enteógenas a fin de obtener una visión más profunda y experiencias espirituales. Una persona que usa estados alternos para dicha exploración es conocido como un psiconauta.

## Etimología y categorización
El término psiconáutica  se deriva del término psiconauta, atribuido al escritor alemán Ernst Jünger, quien utilizó el término para describir a Arthur Heffter en su ensayo de 1970 sobre su extensa experiencia en drogas; Annäherungen: Drogen und Rausch  (literalmente: "Enfoques: Drogas y embriaguez "). En este ensayo, Jünger traza muchos paralelos entre la experiencia de las drogas y la exploración física –por ejemplo, el peligro de encontrar "arrecifes" ocultos.
Peter J. Carroll tituló Psiconauta su libro de 1982 sobre el uso experimental de la meditación, el ritual y las drogas en la exploración experimental de la conciencia y de los fenómenos psíquicos, o "magia del caos". La primera vez que se publicó este término en un contexto académico se atribuye al etnobotánico Jonathan Ott, en 2001.

### Definición y uso
El psiquiatra clínico Jan Dirk Blom describe la psiconáutica como la denotación de "la exploración de la psique por medio de técnicas tales como el sueño lúcido, sincronización de las ondas cerebrales, la privación sensorial, y el uso de alucinógenos o enteógenos", y a un psiconauta como alguien que "busca investigar su mente usando estados alternos de conciencia inducidos intencionalmente" para fines espirituales, científicos o de investigación.
El psicólogo Dr. Elliot Cohen, de la Universidad Metropolitana de Leeds y del Instituto británico de Psicosomanáutica define psiconáutica como "los medios para estudiar y explorar la conciencia (incluyendo el inconsciente) y los estados alterados de conciencia; se basa en la constatación de que el estudiar la conciencia es transformarla." Él la asocia con una larga tradición de culturas históricas de todo el mundo. La Universidad Metropolitana de Leeds es, actualmente, la única universidad del Reino Unido en ofrecer un módulo sobre Psiconáutica.
Robert Thurman describe al maestro budista tibetano como un psiconauta, afirmando que "los lamas tibetanos podrían considerarse psiconautas, ya que viajan a través de las fronteras de la muerte al reino del entre-estado".

### Categorización
Los objetivos y métodos de la psiconáutica, cuando se utilizan sustancias que alteran el estado, se distingue, comúnmente, del uso de drogas recreativas por fuentes de la investigación. La psiconáutica, como medio de exploración, no tiene por qué involucrar drogas, y puede tener lugar en un contexto religioso con una historia establecida. Cohen considera a la psiconáutica más cercana a las tradiciones de sabiduría y a otros movimientos transpersonales e integrales.
Sin embargo, hay una superposición con el consumo de drogas moderno. Debido a su moderna y cercana asociación con psicodélicos y otros fármacos, también se estudia en el contexto del uso indebido de drogas desde la perspectiva de la adicción, el mercado del uso indebido de drogas y la psicología en línea, y estudios de drogas existentes y emergentes dentro de la toxicología.

## Técnicas de acceso a estados psiconáuticos

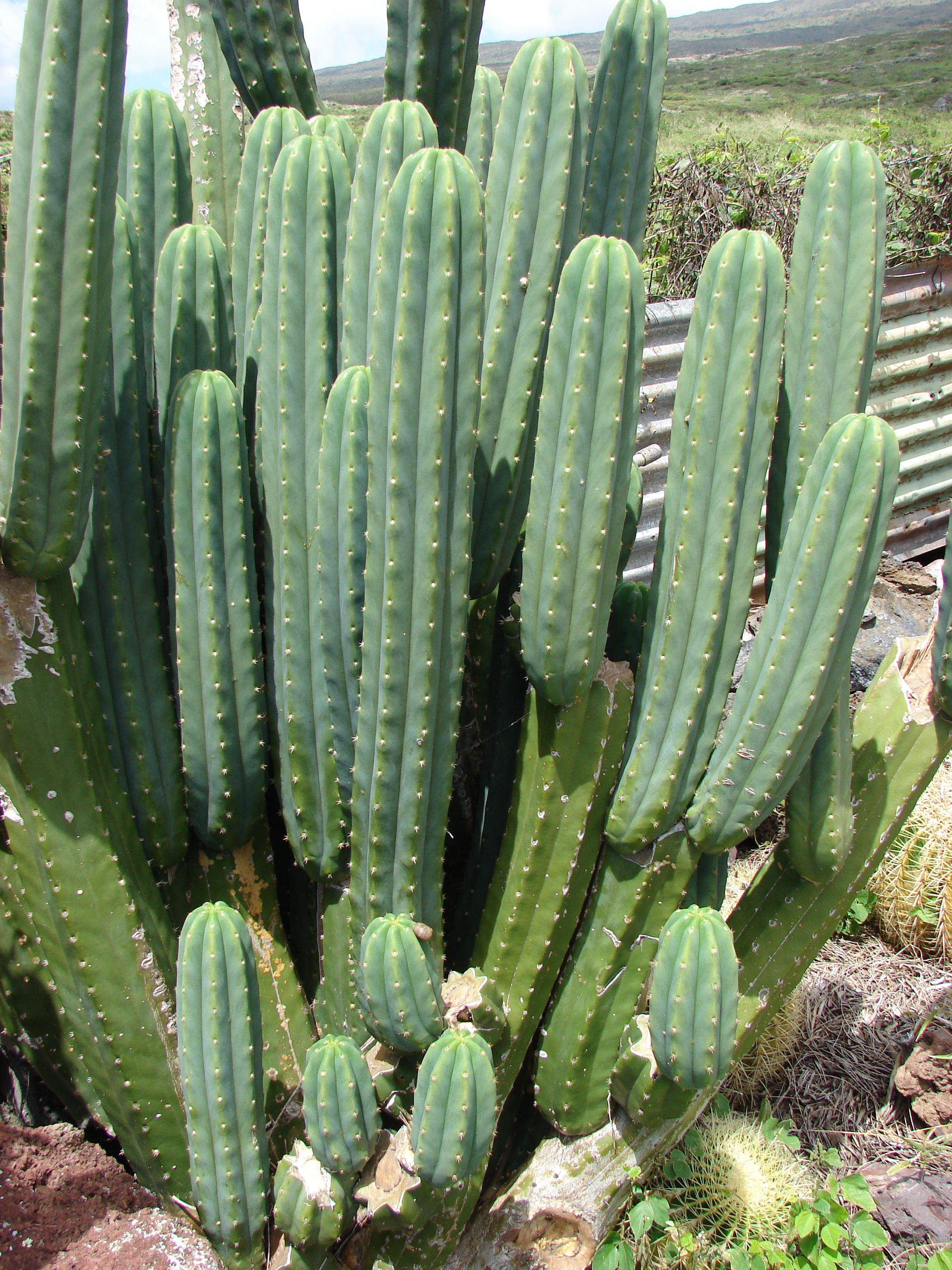
El cactus de San Pedro (Echinopsis pachanoi) se ha utilizado para la curación y la adivinación religiosa en la región de los Andes desde hace más de 3,000 años.

Algunas técnicas para acceder a los estados alternos de consciencia son los siguientes:
- Los alucinógenos[1] y, en especial, los psicodélicos como el LSD, DMT, hongos con psilocibina, y el peyote, pero también disociativos como la ketamina (muy utilizado en los intentos psiconáuticos de John C. Lilly), DXM, y Salvia divinorum.
- La interrupción de los procesos psicológicos y fisiológicos necesarios para estados mentales habituales –la falta de sueño, el ayuno, la privación sensorial,[1] la privación de oxígeno / inhalación de humo.
- La modificación de la respiración cotidiana a través de técnicas como la respiración holotrópica, el renacimiento y los ejercicios pranayama.
- El ritual, tanto como medio para inducir a un estado alterno, como para los propósitos prácticos de cimentar y de obtener un enfoque e intención adecuados.
- Soñar, en particular el sueño lúcido,[1] en el que la persona conserva un cierto grado de voluntad y conciencia, y bitácoras de sueños.
- La hipnosis.[1]
- La meditación.[1]
- La danza meditativa o que induce al trance, como el torbellino Sufi, también se puede utilizar para inducir estados alternos de conciencia.
- La repetición prolongada de ciertos cantos, mantras o kirtans.
- La oración o rezos repetitivos.[1]
- La biorretroalimentación y otras estrategias que cambian la actividad neuronal en el cerebro (sincronización de ondas cerebrales)[1] por medio de la luz, el sonido, o impulsos eléctricos, incluyendo: máquinas de la mente, máquinas para soñar, ritmos biaurales, y la electroterapia de estimulación craneal.

Todas estas técnicas se pueden combinar; por ejemplo, en algunas tradiciones chamánicas como la amazónica se pueden combinar el ritual, el ayuno y sustancias alucinógenas.

## Historia
Dos de los primeros escritores psiconautas fueron los británicos Samuel Taylor Coleridge (1772-1834), consumidor de opio desde 1796 hasta su muerte y Thomas De Quincey (1785-1859), consumidor de opio desde 1803 y autor de Confessions of an English opium eater (Confesiones de un inglés comedor de opio), de 1822, libro en el cual se describen los estados de éxtasis y tormento de esta droga, que enuncia también la esperanza del autor de aumentar su racionalidad y sentido de la armonía gracias a su consumo. Para De Quincey, el opio no formaba parte de un estilo de vida alienado o criminal. Otro de los pioneros será Fitz Hugh Ludlow (1836-1870), que experimentó intensamente con el cannabis y fue autor de un texto de referencia: The hasheesh eater (El comedor de hachís, 1857). También Charles Pierre Baudelaire, poeta, crítico y traductor francés, será autor de varios textos líricos de interés psiconáutico como Las flores del mal (1857) o Los paraísos artificiales (1858-1860).
Hacia 1884, Sigmund Freud escribirá una serie de artículos como Über coca (Sobre la cocaína) en los que el creador del psicoanálisis se sitúa a favor del uso de la cocaína y en algunos momentos se muestra casi entusiasta en sus alabanzas. Posteriores experiencias le harán sin embargo años más tarde desdecirse de esa primera opinión.
Albert Hofmann descubre el LSD en 1938 e investigará también la salvia (Salvia divinorum) en 1962. Ernst Jünger ―amigo de Hofmann― escribe después de sus primeras experiencias con el LSD, Besuch auf Godenholm (Visita a Godenholm, 1952), cuya publicación coincidió con la publicación de Las puertas de la percepción de Aldous Huxley, al que seguiría Annäherungen. Drogen und Rausch (Acercamientos. Drogas y ebriedad, 1970). Esta obra, en la que el autor acuñó el término «psiconautas» (navegantes de la conciencia), expone las numerosas experiencias de Jünger con varios tipos de sustancias psicoactivas, tanto enteogénicas como estimulantes u opiáceos.
También resulta determinante la obra de Aldous Huxley (1894-1963), cuyos trabajos a partir de los años cincuenta estaban fuertemente influenciados por el misticismo y por sus experiencias con mescalina, la cual probó invitado por el psiquiatra Humphry Osmond en 1953, quién también acuñó el término psychedelic (psicodélico (‘que hace manifestarse la conciencia’), para referirse a las drogas comúnmente llamadas alucinógenas. El descubrimiento de las sustancias psicodélicas (mescalina, LSD, psilocibina y otras) y el gran interés que las mismas presentan -utilizadas en un contexto específico- para el descubrimiento del espíritu, lo llevaron a escribir Las puertas de la percepción y Cielo e infierno.
Destaca también la obra de Timothy Leary (1920-1996), escritor y psicólogo estadounidense que propició el uso del LSD en la década de 1960. Amigo del anterior, cabe asimismo citar al ilustrador y escultor suizo H. R. Giger.
Dentro de esta tendencia, también se encuentra Francis Crick, físico, biólogo molecular y neurocientífico británico, conocido por ser uno de los dos descubridores de la estructura molecular del ADN en 1953, junto con James D. Watson. El descubrimiento surgió mientras experimentaban cómo los estados de conciencia alterada por el LSD podían aportar soluciones dentro del campo científico. Francis Crick, recibió, junto a James D. Watson y Maurice Wilkins, el Premio Nobel de Medicina en 1962 por sus descubrimientos concernientes a la estructura molecular de los ácidos nucleicos y su importancia para la transferencia de información en la materia viva.